# Douglas, Wyoming
Douglas, på lakota även kallad Pȟežíȟota Otȟúŋwahe, "Vitmalörtens stad", är en stad (city) och huvudort i Converse County i Wyoming, USA, med 6 120 invånare vid 2010 års folkräkning. Staden är varje sommar plats för Wyoming State Fair.

## Geografi
Staden ligger omkring 80 km (50 miles) öster om Casper vid North Platte River. Regionen har ett torrt klimat. Området sydväst om staden är bergigt och utgör en del av Laramie Mountains, en utlöpare av Klippiga bergen, medan området nordost om staden utgör en del av prärielandskapet The Great Plains.

## Historia
Platsen bosattes av nybyggare efter att Fort Fetterman utanför staden byggts 1867, och var ursprungligen känd som "Tent City". Staden Douglas grundades officiellt 1886 när järnvägen genom Wyomingterritoriet, Wyoming Central Railway, byggde en station i området och staden döptes då efter senatorn Stephen A. Douglas. Järnvägen blev sedermera en del av Chicago and North Western Transportation Company. Omkring stationen växte en stad upp som blev ett naturligt lokalt centrum för handel och administration.
Under andra världskriget låg 1943-1946 ett krigsfångläger för italienska och tyska krigsfångar i staden.

## Befolkning
Enligt siffror från 2010 års folkräkning hade staden 6 120 invånare fördelade på 2 546 hushåll. Dessa angav sig till 94,4 % vara vita, 0,3 % afroamerikaner, 0,8 % ursprungsamerikaner, 0,2 % med asiatiskt ursprung, 2,2 % övriga och 2,0 % som uppgav två eller fler. 7,6 % av befolkningen identifierar sig som spanskättade/latinamerikaner.
Medelåldern i staden är 35 år, med 27,7% av invånarna under 18 år.

## Kultur och sevärdheter

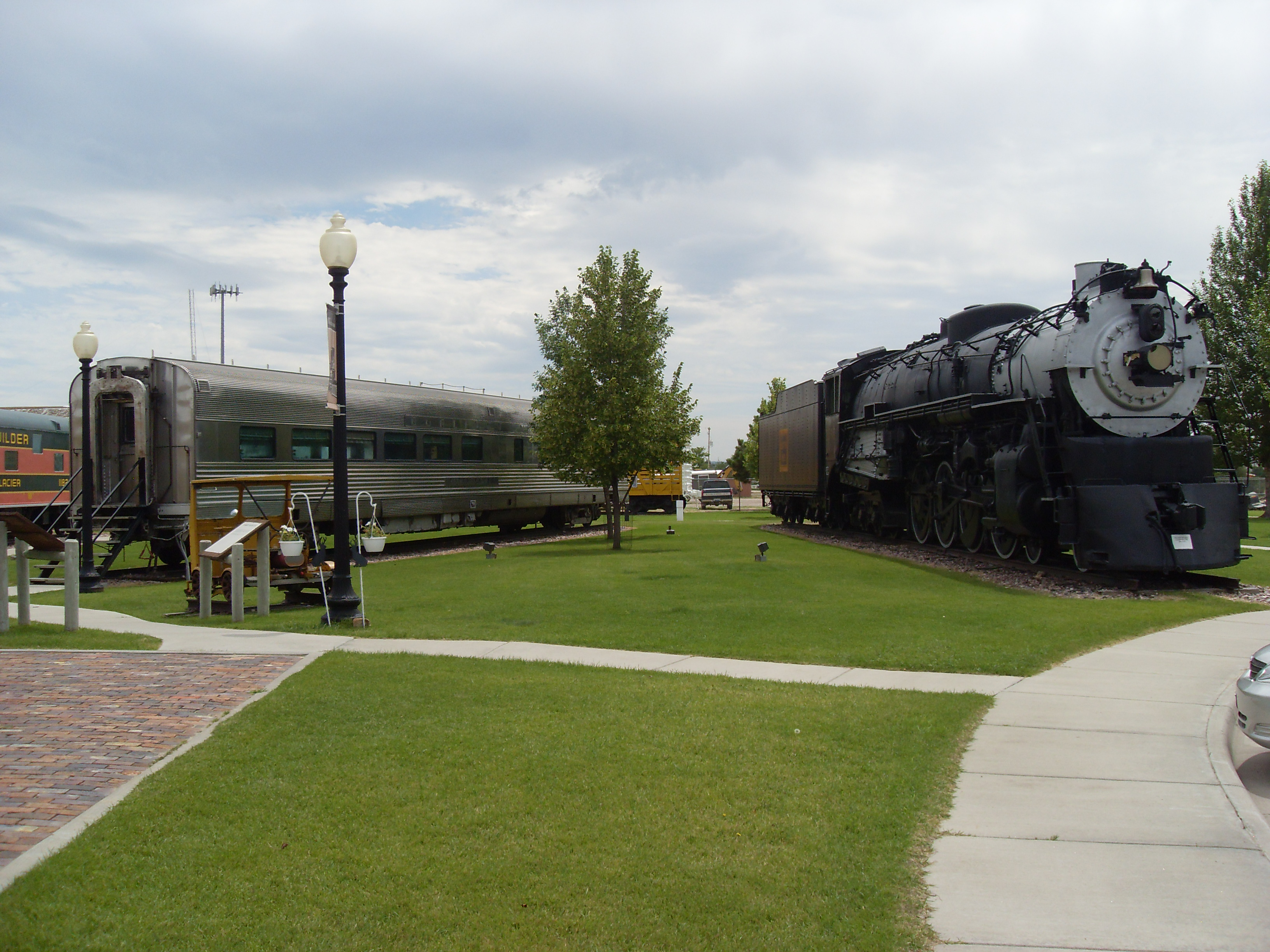
Järnvägsmuseet

Sommartid anordnas varje år Wyomings stora delstatsmarknad här, Wyoming State Fair, som är känd för sina rodeotävlingar. På marknadsområdet ligger Wyoming Pioneer Memorial Museum som behandlar traktens nybyggarhistoria. Staden är känd för det fiktiva djuret jackalope, då legenden om djuret populariserades här av Douglas Herrick på 1930-talet. Douglas järnvägsstation är idag järnvägsmuseum och upptagen i National Register of Historic Places.
I närheten ligger naturreservaten Ayres Natural Bridge Park och Medicine Bow – Routt National Forest.

## Näringsliv och kommunikationer
Traditionellt har staden varit ett centrum för hästhållning och hästsport ända sedan grundandet. Den nord-sydliga motorvägen Interstate 25 passerar staden, och sammanbinder den med de större städerna i Wyoming, Casper och Cheyenne. På järnvägen, som idag ägs av BNSF, bedrivs sedan 1950-talet endast tyngre godstrafik. Strax norr om staden ligger Converse County Airport (IATA: DGW, ICAO: KDGW). Flygplatser med reguljära regionalflyglinjer finns i Laramie, Casper och Cheyenne.

## Kända personer
- David Briggs (1944-1995),  musikproducent åt Neil Young.
- DeForest Richards (född år 1846 i Charlestown, New Hampshire, död 1903), Wyomings guvernör 1899-1903, var borgmästare i staden 1891-1894.
- Mike Sullivan, demokratisk politiker, Wyomings guvernör 1987-1995 och USA:s ambassadör till Irland 1999-2001, växte upp i Douglas.